# Eselsgütlein
Das Eselsgütlein ist eine Wüstung im Gemeindegebiet der Stadt Schauenstein nördlich von Schafhof bzw. Neudorf und östlich von Uschertsgrün und Weidesgrün im oberfränkischen Landkreis Hof.

## Lage
Es liegt an der Grenze zum Stadtgebiet von Selbitz am Weg nach Hüttung. Getrennt durch einen Berghang und das Aubächlein schließt sich im Südwesten das Wüstungsareal von Wüstengrün und im Südosten das von Schönberg an. Das Eselsgütlein lag an der Altstraße Straas–Edlendorf–Selbitz–Blankenberg, die von dort aus auf den Wachhügel zwischen Selbitz und Hüttung zulief. Das Grundstück des Gütleins ist ein eigener Flurabschnitt, der vom Weg durchkreuzt wird. Erkennbar ist ein kleiner angestauter, jetzt aufgelassener Teich. Die Rodungsinsel inmitten des Waldes ist noch vorhanden.

## Flurnamen
In einer Verkaufsurkunde von 1408, mit der die Nürnberger Burggrafen u. a. das Amt Schauenstein an die Vögte von Gera verkauften, ist das „Eselsholz“ genannt. Als Flurnamen und im Sprachgebrauch ist der Name des Berges nach Hartmann Esel überliefert, außerdem die Bezeichnungen Eselsholz, Eselswald, Eselswiese, Eselsweg, Eselfeld, Eselweiherlein, Eselteich und Eselsgütlein. Von Bergbautätigkeiten kommen die Bezeichnungen unterer und oberer Wäschacker. In Johann Wills Werk Teutsches Paradeiß von 1692 ist die Rede vom „Schönberger Bächlein“, welches den „Esel, einen Wald“, tränkt.

## Geschichte
In der Flurnamenerfassung von 1926 des Lehrers Fitz Friedrich ist das Eselsgütlein als ein zu Weidesgrün, Hausnummer 2, gehörendes „unbezimmertes Söldengütlein, Hausnummer 24“, bezeichnet, welches 1778 verlassen wurde. Nach Pechstein belegen Urkunden im Staatsarchiv Bamberg als ersten Besitzer um 1571 Jörg Teubitzer. Ab 1660 sind auf dem Gütlein mehrere Generationen der Familie Fischer nachweisbar. Laut der Bayerischen Uraufnahme um 1850 gehörte das Eselsgütlein schließlich zu Mühldorf, Hausnummer 9.